# Cutbacks
"Cutbacks" é o 17.° episódio da terceira temporada da série de televisão de comédia de situação norte-americana 30 Rock, e o 53.° da série em geral. O seu argumento foi escrito pelo produtor supervisor Matt Hubbard e foi realizado por Gail Mancuso. A sua transmissão nos Estados Unidos ocorreu na noite de 9 de Abril de 2009 através da rede de televisão National Broadcasting Company (NBC). Dentre as estrelas convidadas para o episódio, estão inclusas Roger Bart, Don Pardo, Peggy J. Scott, Todd Buonopane, John Lutz, e Sue Galloway.
No episódio, a alegria pelo quinquagésimo episódio do The Girlie Show with Tracy Jordan (TGS) rapidamente transforma-se em preocupação quando a notícia de cortes orçamentários iminentes se espalha no local de trabalho da equipa do programa. Em pouco tempo, o executivo Jack Donaghy (Alec Baldwin) deve despedir vários funcionários para economizar dinheiro, o estagiário Kenneth Parcell (Jack McBrayer) assume novas responsabilidades e Liz Lemon (Tina Fey) idealiza uma barganha para poupar os seus funcionários dos despedimentos. Enquanto isso, Jenna Maroney (Jane Krakowski) e Tracy Jordan (Tracy Morgan) suspeitam que Kenneth está mascarando um segredo profundo e obscuro. "Cutbacks" contém uma série de referências culturais a The Pelican Brief (1993), um filme de suspense criminal legal, e Liz Lemon a parodiar a indumentária usada pelo empresário Steve Jobs em apresentações.
Em geral, "Cutbacks" foi recebido com opiniões positivas pelos críticos especialistas em televisão do horário nobre, que atribuíram-no elogios mas condenaram-no pelas suas inconsistências, principalmente no que tange ao comportamento de Liz. A trama de Tracy e Jenna foi também criticada pela falta de originalidade. De acordo com as estatísticas publicadas pelo serviço de mediação de audiências da Nielsen Media Research, o episódio foi assistido em uma média de 6,80 milhões de domicílios norte-americanos durante sua transmissão original e recebeu a classificação de 3,1 e oito de share no perfil demográfico dos telespectadores na faixa dos dezoito aos 49 anos.

## Produção
"Cutbacks" é o 17.° episódio da terceira temporada de 30 Rock. Teve o seu enredo escrito por Matt Hubbard, produtor supervisor da temporada, e foi realizado por Gail Mancuso. Para o primeiro, foi a sua sétima vez a receber um crédito pelo guião de um episódio da série, e para a segunda, a sua sexta vez a ver o seu nome listado como realizadora na série.

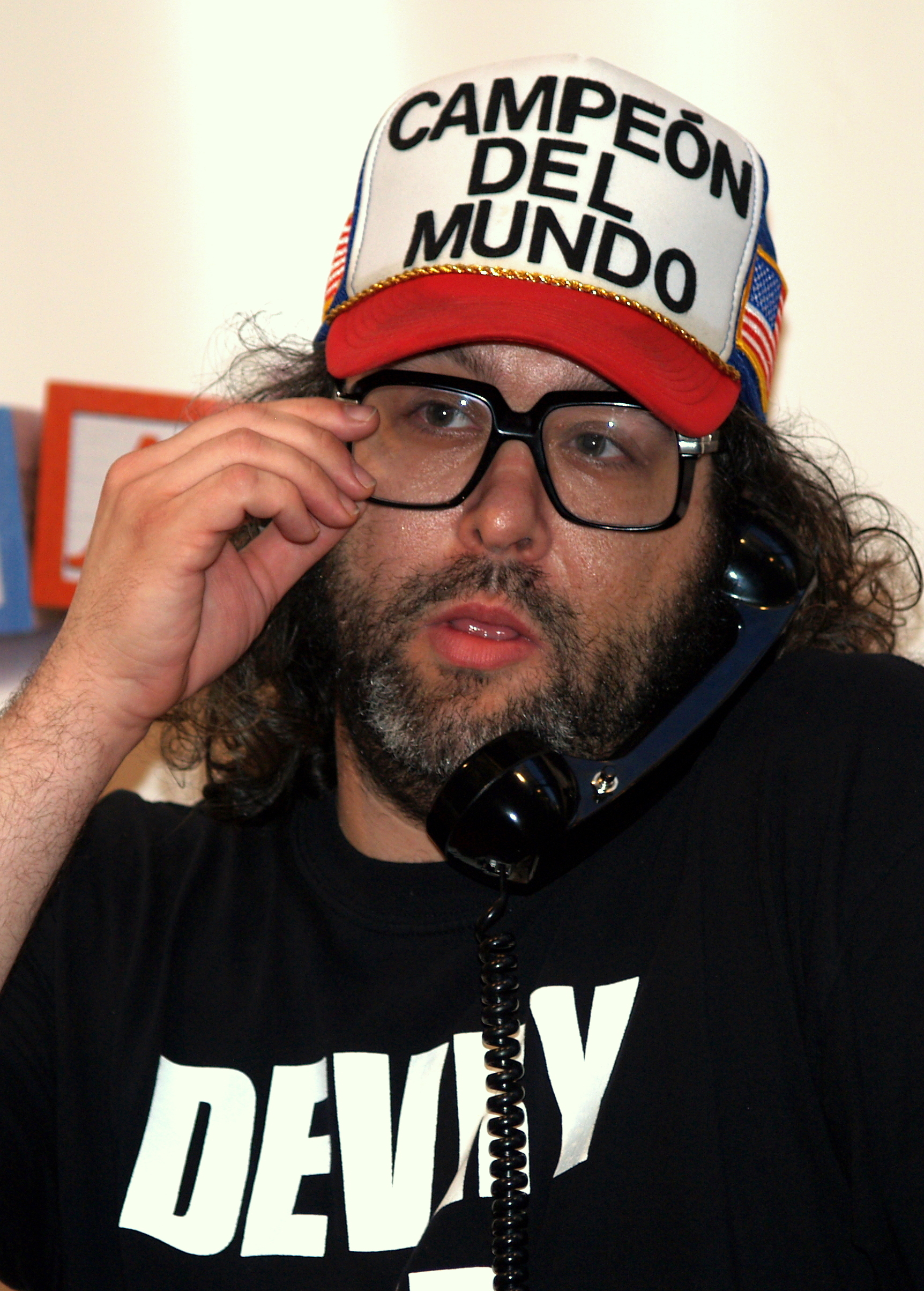
Conhecido pelos seus diversos chapéus de camioneiro, neste episódio, Judah Friedlander usou um boné que lê "Game Changer."

O actor Roger Bart participou de "Cutbacks" interpretando Brad Halster, um consultor responsável pela elaboração dos cortes orçamentais na NBC. Este episódio marcou a segunda participação do actor Todd Buonopane como a personagem Jeffrey Weinerslav, um profissional de recursos humanos da NBC. Buonopane apareceu pela primeira vez em "Believe in the Stars" e voltaria a aparecer em "Jackie Jormp-Jomp" pela última vez nesta temporada. Em "Cutbacks," Jeffrey informa a Liz sobre um processo de assédio sexual aberto contra ela por Brad.
O locutor de televisão Don Pardo também estrelou como Sid, o locutor do TGS. Pardo executou, até à sua morte em Agosto de 2014, a mesma função no Saturday Night Live (SNL), um programa de televisão humorístico norte-americano transmitido pela NBC no qual Tina Fey — criadora, showrunner, produtora executiva, argumentista-chefe e actriz principal em 30 Rock — foi argumentista-chefe entre 1999 e 2006. Vários membros do elenco do SNL já fizeram uma participação em 30 Rock. Eles são: Will Ferrell, Jimmy Fallon, Amy Poehler, Julia Louis-Dreyfus, Bill Hader, Jason Sudeikis, Tim Meadows, Molly Shannon, Siobhan Fallon Hogan, Gilbert Gottfried, Chris Parnell, Bobby Moynihan, Rachel Dratch, Will Forte, Jan Hooks, Horatio Sanz, e Rob Riggle. Ambos Fey e Tracy Morgan fizeram parte do elenco principal do SNL, com Fey sendo ainda a apresentadora do segmento Weekend Update. Outros membros da equipa de 30 Rock que trabalharam em SNL são John Lutz, argumentista emntre 2003 a 2010, e Steve Higgins, argumentista e produtor do SNL desde 1995. O actor Alec Baldwin apresentou o SNL por dezassete vezes, o maior número de episódios por qualquer personalidade.
"Cutbacks" foi mais um dos episódios de 30 Rock a fazer menção à imortalidade do estagiário Kenneth, uma piada iniciada na primeira temporada com o episódio "The Baby Show," no qual um panfleto na secretária do Dr. Leo Spaceman com as palavras "Nunca Morre" está estampado com foto do estagiário no pano de fundo. Isto vem sendo demonstrado ao longo da série pela idade questionável de Kennth, detalhes inconclusíveis sobre a sua vida pessoal, possível calvície, e conhecimento enciclopédico sobre a história da televisão norte-americana que, segundo Madeline Raynor do portal nova-iorquino Vulture, "faz você ponderar se ele não vivenciou em pessoa." Em "Cutbacks," ao zangar para Tracy e Jenna, Kenneth diz que está com o seu pássaro de estimação há "quase 60 anos." Uma cena do episódio final de 30 Rock eventualmente confirmou a imortalidade da personagem.
O actor e comediante Judah Friedlander, intérprete da personagem Frank Rossitano em 30 Rock, é conhecido pelos seus bonés de camioneiro de marca registada que usa dentro e fora da personagem Frank. Os chapéus normalmente apresentam palavras ou frases curtas estampadas neles. Friedlander afirmou que ele próprio é quem faz os acessórios. Revelou também que "alguns deles são brincadeiras íntimas, e alguns são simplesmente piadas." A ideia veio do persona de Friedlander nas suas apresentações de comédia stand up, nas quais os objectos de adorno estão todos estampados com a escrita "campeão mundial" em línguas e aparências diferentes. Em "Cutbacks," Frank usa um boné que lê "Game Changer."

## Enredo
A equipa do TGS with Tracy Jordan terminou de gravar o quinquagésimo episódio do programa e decide comemorar. Jack Donaghy (Alec Baldwin), vice-presidente da Televisão da Costa Leste and Programação de Fornos Microondas da General Electric (GE), vai ao escritório deles e conta a Liz Lemon (Tina Fey), argumentista-chefe do TGS, sobre como a NBC está a passar por cortes orçamentais. Após uma apresentação mal sucedida sobre o TGS, Brad Halster (Roger Bart), um dos consultores encarregados dos cortes, informa a Liz que ela precisa cortar o seu orçamento anual em 25 por cento. Preocupada com a possibilidade dos seus funcionários perderem os empregos, Liz decide fazer uma troca sexual para resolver o problema e convida Brad a um encontro romântico, que ele aceita. Ela veste a roupa mais sexualmente sugestiva que encontra e vai ao encontro. Porém, no dia seguinte, descobre que os cortes ainda estão a ocorrer e resolve confrontar Brad que, ao perceber que foi usado, acusa-a de assédio sexual e reporta-a aos recuros humanos. Como consequência, ela é suspensa do trabalho por duas semanas. Brad também precisa se afastar daquela tarefa, ficando Jack como o novo responsável.
Enquanto isso, Kenneth Parcell (Jack McBrayer) torna-se no assistente do escritório de Jack, substituindo o ex-assistente Jonathan (Maulik Pancholy). Ficando muito ocupado com as tarefas concorrentes das suas duas posições, Kenneth pede a Tracy Jordan (Tracy Morgan) para alimentar o seu pássaro de estimação, mas solicita-lhe a não entrar no seu quarto, deixando Tracy curioso. Acreditando que Kenneth pode ser um assassino em série, ele vai procurar satisfações com Jenna Maroney (Jane Krakowski), e eles decidem investigar juntos o quarto de Kenneth, onde descobrem uma bomba de insectos concluem que o estagiário tenciona envenená-los, levando-lhes a saírem a correr dali. Porém, esquecem-se de fechar a porta, acabando por matar o pássaro, que inala os vapores da bomba de insectos. Quando contam a Kenneth sobre o seu pássaro, ele fica mais chateado pelo facto dos dois não confiarem nele do que com a morte do seu animal. Sentindo-se péssimos com as suas acções, Tracy e Jenna organizam uma surpresa para Kenneth no seu apartamento. Quando vai para casa, ele encontra uma diversidade de aves.

## Referências culturais

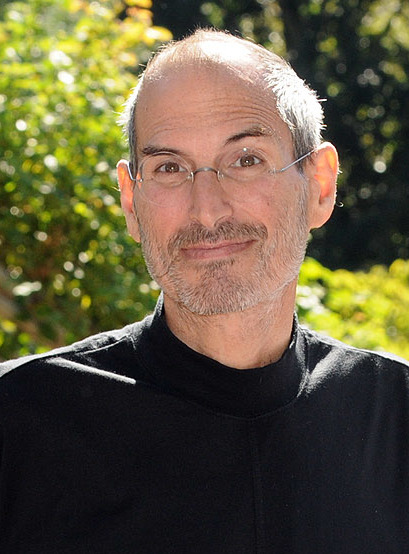
A indumentária do magnata norte-americano Steve Jobs nas suas demonstrações de produtos da Apple foi imitada em "Cutbacks."

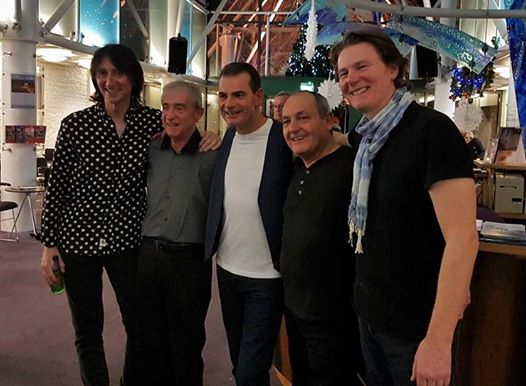
"Without You" (1970), um tema composto e gravado por Badfinger, foi interpretado em "Cutbacks."